# Intimidation (série télévisée)
Pour les articles homonymes, voir Intimidation.
Intimidation (anglais : The Stranger) est une mini-série thriller britannique créée par Danny Brocklehurst et basée sur le roman du même titre de Harlan Coben. Elle est sortie le 30 janvier 2020 dans le monde sur Netflix.

## Synopsis
Alors qu'il participe à un match de foot à l'école de son plus jeune fils, Adam Price est abordé par une jeune femme. Elle lui révèle que sa femme a simulé une troisième grossesse suivie d'une fausse-couche, et suggère que leurs enfants ne sont pas de lui. Quand il demande des explications à sa femme Corinne, cette dernière promet de lui répondre plus tard, puis disparaît.
De son côté la DS Johanna Griffin découvre dans les bois un adolescent nu dans le coma. Le fils aîné des Price semble mêlé à cette affaire. La meilleure amie de Johanna, Heidi Doyle, est approchée par la jeune fille inconnue, qui veut la faire chanter.

## Caractéristiques

### Fiche technique
- Titre français : Intimidation
- Titre original : anglais : The Stranger
- Création : Danny Brocklehurst
- Réalisation : Daniel O'Hara et Hannah Quinn
- Scénario : Danny Brocklehurst, Mick Ford, Karla Crome, Charlotte Coben, d'après le roman de Harlan Coben
- Musique : David Buckley
- Production : Danny Brocklehurst, Harlan Coben, Richard Fee, Nicola Shindler
- Sociétés de production : Red Production Company
- Sociétés de distribution (télévision) : Netflix
- Pays d'origine : Modèle:Royaume Uni
- Langue originale : anglais
- Format : couleur — 16:9 HD — son stéréo
- Genre : Drame, thriller
- Durée : 42-51 minutes
- Public :

 Sauf indication contraire, les informations mentionnées dans cette section peuvent être confirmées par la base de données cinématographiques IMDb,  présente dans la section « Liens externes ».

### Production
Intimidation est l'un des quatorze romans de Harlan Coben adaptés en série télévisée, à la suite de l'acquisition des droits d'adaptation par Netflix en 2018.
Constituée de huit épisodes, la mini-série est produite par Red Production Company, une société appartenant au groupe StudioCanal.

#### Tournage
Tournée en grande partie à Manchester, la série est également tournée dans ses alentours, entre autres à Bolton, Eccles et Stockport.

## Distribution

### Personnages principaux
- Richard Armitage (VF : Bruno Choël) : Adam Price
- Siobhan Finneran (VF : Annie Le Youdec) : DS Johanna Griffin
- Jennifer Saunders (VF : Brigitte Berges) : Heidi Doyle
- Shaun Dooley (VF : Loïc Houdré) : Doug Tripp
- Paul Kaye (VF : Michel Dodane) : Patrick Katz
- Dervla Kirwan (VF : Julie Dumas) : Corinne Price, la femme d'Adam
- Kadiff Kirwan (en) (VF : Jean-Baptiste Anoumon) : DC Wesley Ross
- Jacob Dudman (VF : Aurélien Raynal) : Thomas Price, le fils aîné
- Ella-Rae Smith (en) (VF : Leslie Lipkins) : Daisy Hoy
- Brandon Fellows : Mike Tripp, un ami de Thomas
- Misha Handley : Ryan Price, fils cadet
- Anthony Head (VF : Nicolas Marié) : Edgar Price, le père d'Adam
- Hannah John-Kamen (VF : Marie Tirmont) : l'inconnue
- Stephen Rea (VF : Philippe Peythieu) : Martin Killane

### Personnes secondaires
- Lily Loveless : Ingrid Prisby
- Kai Alexander (en) : Dante Gunnarsson
- Kim Vithana (en) : Leila Katz
- Guy Oliver-Watts (en) : Ian Doyle
- Don Gilet (VF : Stefan Godin) : Phillip Griffin
- Jemma Powell (en) : Becca Tripp
- Ritu Arya : Michaela

 Source et légende : version française (VF) sur RS Doublage

## Épisodes
Le 30 janvier 2020, Netflix diffuse les huit épisodes dans le monde entier.
1. Épisode 1
2. Épisode 2
3. Épisode 3
4. Épisode 4
5. Épisode 5
6. Épisode 6
7. Épisode 7
8. Épisode 8